# Ред Булл Арена (Лейпциг)
Ред Булл Аре́на (нім. Red Bull Arena) — футбольний стадіон у німецькому місті Лейпциг. Відкритий 2004 року. Є домашньою ареною футбольного клубу «РБ Лейпциг».

## Історія
Стадіон був побудований на місці старого багатофункціонального «Центральштадіона» (нім. Zentralstadion), зведеного 1956 року з місткістю 100 000 глядачів, який був до перебудови в 1997 році найбільшим стадіоном Німеччини. Новий стадіон, будівництво якого тривало протягом 2000–2004 років, теж став називатись «Центральний стадіон». 
«Центральштадіон» був єдиним стадіоном у колишній Східній Німеччині, де проходили ігри на Чемпіонаті світу з футболу 2006 року. У ньому відбулися чотири групових матчі та одна гра 1/8 фіналу. Роком раніше він також був одним із місць проведення Кубка конфедерацій 2005 року та провів три матчі турніру, включаючи матч за третє місце. З 2005 по 2007 рік стадіон також був місцем проведення фіналів Кубка німецької ліги, після чого турнір було скасовано.
У липні 2010 року австрійська компанія «Red Bull GmbH» взяла стадіон в оренду й перейменувала його в «Ред Булл Арену» терміном як мінімум 10 років. Через правила спонсорства УЄФА стадіон носить назву «РБ Арена» під час єврокубкових матчів.

## Чемпіонат світу 2006
У червні 2006 року на стадіоні пройшли 5 матчів чемпіонату світу з футболу. Це був єдиний стадіон, розташований на території колишньої НДР, який приймав матчі чемпіонату світу.

### Матчі
| Дата           | Час   | Команда 1            | Рахунок        | Команда 2      | Стадія     | Глядачі |
| 11 червня 2006 | 15:00 | Сербія та Чорногорія | 0:1            | Нідерланди     | Група C    | 37216   |
| 14 червня 2006 | 15:00 | Іспанія              | 4:0            | Україна        | Група H    | 43000   |
| 18 червня 2006 | 21:00 | Франція              | 1:1            | Південна Корея | Група G    | 43000   |
| 18 червня 2006 | 16:00 | Іран                 | 1:1            | Ангола         | Група H    | 38000   |
| 24 червня 2006 | 21:00 | Аргентина            | 2:1 (дод. час) | Мексика        | 1/8 фіналу | 43000   |